# Artur Galceran i Granés
Arturo Galcerán i Granés (Gerona, 1850 - Barcelona, 1919) fue un  médico psiquiatra español.

## Médico psiquiatra
Discípulo principal de Joan Giné i Partagás, profundamente determinista, lleva al extremo las doctrinas organicistas del maestro. Inicia su formación en el Manicomio de la Nueva Belén, en la época de San Gervasio, después pasa a ser director del manicomio de San Baudilio de Llobregat hasta 1895. Posteriormente colabora en el Instituto Pere Mata de Reus. Al final solo atiende su consulta privada de la ronda de la Universidad, de Barcelona, donde aplica la electroterapia a las enfermedades mentales. Fue presidente y fundador en 1911  de la Sociedad de Psiquiatría y Neurología de Barcelona.

## Publicaciones
Tiene una extensa obra escrita.
Colabora en las revistas La Independencia Médica, Revista Frenopática Barcelonesa, Gaceta Médica Catalana, etc. Dirige el Boletín del Manicomio de San Baudilio de Llobregat.
Entre los libros, se pueden destacar: “Tratado de dermatosis nerviosas” (1883), “El determinismo en la voluntad. Responsabilidad parcial de los alienados”. (1884), “Ensayo de clasificación anatomopatológico de las vesanías” (1889), “Ejecutoria en favor del Manicomio de San Baudilio de Llobregat” (1889), “El moderno Manicomio de Sant Baudilio de Llobregat” (1892), “Neuropatología y Psiquiatría Generales” (1895); “Casuística y terapéutica de la delincuencia” (1912).